# Văn Phong, Cát Hải
Văn Phong là một xã của huyện đảo Cát Hải, thành phố Hải Phòng, Việt Nam.

## Địa lý
Xã Văn Phong là một dải đất ven biển kéo dài nằm ở phía nam của đảo Cát Hải, có vị trí địa lý:
- Phía đông giáp thị trấn Cát Hải
- Phía tây giáp xã Hoàng Châu
- Phía nam giáp Biển Đông
- Phía bắc giáp xã Nghĩa Lộ và xã Đồng Bài.

Xã Văn Phong có diện tích 2,51 km², dân số là khoảng 2.334 người, mật độ dân số đạt 930 người/km².

## Hành chính
Xã Văn Phong được chia thành 4 xóm: Văn Phong, Phong Niên, Văn Chấn, Trung Lâm.